# Morettia
Morettia es un género de fanerógamas perteneciente a la familia Brassicaceae. Comprende nueve especies descritas y de estas, solo 5 aceptadas.

## Taxonomía
El género fue descrito por Augustin Pyrame de Candolle y publicado en Mem. Mus. Hist. Nat. 7: 236. 1821.

## Especies aceptadas
A continuación se brinda un listado de las especies del género Morettia aceptadas hasta septiembre de 2013, ordenadas alfabéticamente. Para cada una se indica el nombre binomial seguido del autor, abreviado según las convenciones y usos.
- Morettia parviflora Boiss.
- Morettia philaeana (Delile) DC.